# Чорні троянди

З публікації Rauf Maltaş, АА, травень 2017

Чорні троянди Халфеті (дослівно тур. Halfeti’nin karagül чи просто karagül) — троянди, квіти яких набувають майже чорного кольору за рахунок природних умов вирощування в турецькому селищі Халфеті, що стоїть на березі Євфрату, а після затоплення селища — за рахунок відтворення цих умов у теплицях. Чорні троянди — неймовірно рідкісні. Це ендемічна рослина, яка зростає лише в Халфеті в Туреччині.
Халфеті відоме своїми чорними трояндами, які насправді дуже темного червоного кольору та зростають лише в певній частині світу. За результатами дослідження 2019 року, 6 % туристів до району Халфеті приїждають, щоб побачити чорні троянди Халфеті. Троянди приваблюють місцевих й іноземних туристів унікальним кольором і запахом.
Чутки про неймовірний колір троянд з Халфеті почали поширюватися в засобах масової інформації щонайменше з 2013 року. Зокрема, повідомляли, що троянди нібито виглядають так, наче їх умисно забарвили чорною матовою фарбою. Тривали суперечки, чи може природно існувати троянда такого чорнильного відтінку. У 2016 році фактчекінговий сайт Snopes провів власне дослідження та не знайшов жодних підтверджень, що троянди чорного кольору природно зростають у Туреччині чи деінде у світі, а розглянуті ними фотографії та відео троянд у новинах — відредаговані цифровими методами або зображують фарбовані троянди. Дійсно, у пелюстках повністю розквітлих троянд проступає багатший винний червоний колір. Натомість бутони чорні.
Троянди Халфеті не є окремим видом чи сортом, виведеним в результаті численних експериментів, — це цілком звичайні темно-червоні, майже бордові троянди, секрет яких криється тільки в особливих умовах вирощування. Унікальний колір і характерний запах чорним трояндам дає ґрунт. Ґрунти в старому Халфеті отримують воду з Єфрату та мають особливий рівень кислотності pH. Місцеві ґрунти, підмиваються ґрунтовими водами з надзвичайно високим рівнем кислотності pH[джерело?]. Але рівень кислотності не постійний[джерело?]: він починає рости на весні, накопичується до середини літа, а потім починає спадати[джерело?]. Тому троянди, коли розпускаються навесні, мають звичайний червоний колір. І тільки квіти, що розпустилися влітку встигають насититися кислотним ґрунтом і будуть забарвлені в чорний колір.
Внаслідок будівництва греблі Биреджик на річці Євфрат старе поселення Халфеті опинилося під водою в 2000 році, внаслідок чого вирощування чорних троянд у Халфеті припинилося та через порушення екологічного балансу вони перебувають під загрозою зникнення. Село перенесли на інше місце, на відстані десяти кілометрів, але там чорні троянди прижилися погано. Троянди вдалося розводити в теплицях ближче до початкового місця розташування. Було заплановано розведення чорних троянд. Після 2013 року для заохочення їх розведення проводили навчання та побудували теплиці в придатних місцях у рамках фестивалю місцевої чорної троянди. У 2017 році чорні троянди планували вирощувати в теплицях, в яких процеси притінення, удобрення, провітрювання, зрошування, опалення, охолодження та зволоження забезпечують комп'ютери.
Ароматні троянди ростуть на кущі 1—1,5 м, який квітне навесні та влітку. Квіти мають 6—7 см у діаметрі. Чорні троянди збирають тисячами наприкінці весни та на початку осені й висушують, щоб використати для подарунків, чаю, лукуму та парфумів. Їх використовують для виробництва мила та кремів. Чорні троянди дуже[скільки?] дорогі[джерело?].
Місцеві жителі вважають, що ці троянди є символами як таємниці, надії та пристрасті, так і вісниками смерті й поганих звісток.